# PR-LP 12
El sendero PR-LP 12 es un sendero de Pequeño Recorrido en La Palma (Canarias, España) que une el Roque de los Muchachos con Tijarafe.
La longitud total del recorrido es de 16800 metros. Hay 1870 metros de desnivel.